# Galina Olegovna Voskobojeva
Galina Olegovna Voskobojeva [galína ólegovna voskobójeva] (rusko Галина Олеговна Воскобоева), kazahstanska tenisačica, * 18. december 1984, Moskva, Rusija.